# Semibarbula rufipes
Semibarbula rufipes là một loài Rêu trong họ Pottiaceae. Loài này được (Schimp.) Hilp. miêu tả khoa học đầu tiên năm 1933.